# Megaselia dickoni
Megaselia dickoni är en tvåvingeart som beskrevs av Wakeford 1994. Megaselia dickoni ingår i släktet Megaselia och familjen puckelflugor.
Artens utbredningsområde är Kuba. Inga underarter finns listade i Catalogue of Life.